# Härja landskommun
Härja landskommun var en tidigare kommun i dåvarande Skaraborgs län.

## Administrativ historik
Kommunen inrättades i Härja socken i Vartofta härad i Västergötland när 1862 års kommunalförordningar trädde i kraft.
Vid Kommunreformen 1952 uppgick kommunen i Hökensås landskommun som 1974 uppgick i Tidaholms kommun.